# Nik Henigman
Nik Henigman, slovenski rokometaš, * 4. december 1995.
Henigman igra na mestu levega zunanjega igralca. Trenutno je član madžarskega rokometnega kluba SC Pick Szeged in slovenske izbrane vrste.

## Igralska kariera

### Klub
Član ribniškega kluba je vse od začetkov svojega igranja rokometa. V sezoni 2018/2019 pa je prestopil v evropskega velikana, madžarski klub SC Pick Szeged.

### Državna reprezentanca
Leta 2016 je v starosti 20 let prvič zaigral za reprezentanco Slovenije. Z njo je igral na olimpijskih igrah Rio 2016 kjer so zasedli šesto mesto. Naslednje veliko tekmovanje na katerem je zaigral je Svetovno prvenstvo 2017 v Franciji. Kjer je Slovenija v boju proti Hrvaški za tretje mesto po neverjetnem preobratu osvojila bronasto medaljo.